# Dinia subapicalis
Dinia subapicalis är en fjärilsart som beskrevs av Walker 1854. Dinia subapicalis ingår i släktet Dinia och familjen björnspinnare. Inga underarter finns listade i Catalogue of Life.